# Carringtonia
Carringtonia là một chi rêu trong họ Corsiniaceae.